# Liste von Filmen über Drogenkartelle
Die Liste bietet einen Überblick von Filmproduktionen über hauptsächlich kolumbianische und mexikanische Drogenkartelle.
- Siehe auch Gangsterfilm und Liste von Mafiafilmen für weitere Filme über organisiertes Verbrechen.

## Titel-Liste
| Filmtitel                                                                    | Land            | Jahr | Regisseur            | Anmerkung |
| ---------------------------------------------------------------------------- | --------------- | ---- | -------------------- | --- |
| Barry Seal: Only in America (OT: American Made)                              | USA             | 2017 | Doug Liman           | Film über das Leben von Barry Seal |
| Blow                                                                         | USA             | 2001 | Ted Demme            | Film über das Leben von George Jung, seine Beziehung zu Carlos Lehder und ihre Geschäfte für das Medellín-Kartell unter Pablo Escobars Führung. |
| Borderland                                                                   | MEX/USA         | 2007 | Zev Berman           | Horror/Splatterfilm |
| Chapo: el escape del siglo                                                   | MEX             | 2016 | Axel Uriegas         | Film über Joaquín „El Chapo“ Guzmán. |
| Close Range                                                                  | USA             | 2015 | Isaac Florentine     | |
| Cocaine Godmother                                                            | USA             | 2017 | Guillermo Navarro    | Film über das Leben von Griselda Blanco. |
| Crossing Point                                                               | USA             | 2016 | Daniel Zirilli       | |
| Das Kartell (OT: Clear and Present Danger)                                   | USA             | 1994 | Phillip Noyce        | |
| Delta Force 2 – The Columbian Connection                                     | USA             | 1990 | Aaron Norris         | |
| Desperado                                                                    | MEX/USA         | 1995 | Robert Rodriguez     | |
| El Gringo                                                                    | USA             | 2012 | Eduardo Rodríguez    | |
| El Narco – Willkommen in der Drogenhölle (OT: El infierno)                   | MEX             | 2010 | Luis Estrada         | |
| End of Watch                                                                 | USA             | 2012 | David Ayer           | |
| Escobar: Paradise Lost                                                       | FRA/ESP/BEL/PAN | 2014 | Andrea Di Stefano    | Film über eine Liebesgeschichte innerhalb des Escobar-Clans zwischen einer Nichte Escobars und einem kanadischen Einwanderer. |
| Extreme Rage (OT: A Man Apart)                                               | USA             | 2003 | F. Gary Gray         | |
| Fast & Furious – Neues Modell. Originalteile.                                | USA             | 2009 | Justin Lin           | |
| Irgendwann in Mexico (OT: Once Upon a Time in Mexico)                        | USA             | 2003 | Robert Rodriguez     | |
| Kill Bobby Z – Ein Deal um Leben und Tod (OT: The Death and Life of Bobby Z) | USA/DEU         | 2007 | John Herzfeld        | |
| La clave 7                                                                   | MEX             | 1999 | Jorge Reynoso        | Film über die Bemühungen der mexikanischen Armee, den Drogenboss Pedro Avilés Pérez zu Fall zu bringen. |
| Machete                                                                      | USA             | 2010 | Robert Rodriguez     | |
| Miami Vice                                                                   | USA             | 2006 | Michael Mann         | |
| Miss Bodyguard – In High Heels auf der Flucht (OT: Hot Pursuit)              | USA             | 2015 | Anne Fletcher        | Action-Filmkomödie |
| Most Wanted – Im Fadenkreuz des Kartells (OT: El cartel de los sapos)        | COL             | 2011 | Carlos Moreno        | Ein auf wahrer Begebenheit beruhender Film mit fiktiven Namen, über das Norte-del-Valle-Kartell und das Cali-Kartell. |
| Sabotage                                                                     | USA             | 2014 | David Ayer           | |
| Savages                                                                      | USA             | 2012 | Oliver Stone         | |
| Scarface (1983)                                                              | USA             | 1983 | Brian De Palma       | |
| Sicario                                                                      | USA             | 2015 | Denis Villeneuve     | |
| Sicario 2                                                                    | USA             | 2018 | Stefano Sollima      | |
| Snitch – Ein riskanter Deal                                                  | USA             | 2013 | Ric Roman Waugh      | |
| The Counselor                                                                | USA             | 2013 | Ridley Scott         | |
| The Good, the Bad and the Dead                                               | USA             | 2015 | Timothy Woodward Jr. | |
| The Infiltrator                                                              | USA             | 2016 | Brad Furman          | Film über den Versuch Pablo Escobars Geldwäscheorganisation zu kippen, basierend auf dem Buch The Infiltrator: My Secret Life Inside the Dirty Banks Behind Pablo Escobar’s Medellin Cartel von Robert Mazur, einem Agenten der Zollbehörde von Florida. |
| The Mule                                                                     | USA             | 2018 | Clint Eastwood       | |
| The Last Stand                                                               | USA             | 2013 | Kim Jee-woon         | |
| The Line – Deal mit dem Feind (OT: La Linea)                                 | USA/MEX         | 2009 | James Cotten         | |
| Traffic – Macht des Kartells                                                 | DEU/USA         | 2000 | Steven Soderbergh    | Fiktiver Film mit Anlehnung an das Tijuana-Kartell. |
| Triple Frontier                                                              | USA             | 2019 | J. C. Chandor        | |
| Tropa de Elite                                                               | BRA             | 2007 | José Padilha         | |
| Vigilante Diaries                                                            | USA             | 2016 | Christian Sesma      | |

## Fernsehserien
| Serientitel                            | Land            | Jahr      | Anmerkung |
| -------------------------------------- | --------------- | --------- | --- |
| Griselda                               | USA             | 2024      | Die Netflix-Miniserie zeigt die Geschichte der Drogenbaronin Griselda Blanco. |
| ZeroZeroZero                           | I/MEX/USA/SN/MA | 2020      | Die Serie folgt der Reise einer großen Sendung Kokain von Mexiko nach Italien. |
| Fariña – Cocaine Coast                 | ESP             | 2018      | Serie über den illegalen Drogenhandel in Spanien. |
| Narcos: Mexico                         | USA             | 2018–2021 | Serie über den illegalen Drogenhandel in Mexiko. Die erste Staffel erzählt die Geschichte über den Aufstieg des Guadalajara-Kartells.                                                                            |
| Mayans M.C.                            | USA             | 2018–2023 | Wie auch in der Mutter-Serie Sons of Anarchy, spielt das fiktive Galindo-Kartell eine größere Rolle. |
| Ozark                                  | USA             | 2017–2022 | |
| El Chapo                               | USA             | 2017–2018 | Serie über den Aufstieg und Fall des mexikanischen Drogenbosses Joaquín „El Chapo“ Guzmán vom Sinaloa-Kartell.                                                                                                   |
| Queen of the South                     | USA             | 2016–2021 | 1. Staffel: Verfilmung des Romans Königin des Südens von Arturo Pérez-Reverte, nachher freie Weiterentwicklung                                                                                                   |
| El Capo – Der Herr des Kartells        | MEX             | 2016      | |
| Cannabis                               | FR              | 2016      | |
| Narcos                                 | USA             | 2015–2017 | Serie über Drogenkartelle in den 1980er und 1990er Jahren in Kolumbien. Die ersten beiden Staffeln erzählen die Geschichte von Pablo Escobar und dem Medellín-Kartell, die dritte Staffel die des Cali-Kartells. |
| Escobar, El Patrón Del Mal             | COL             | 2012      | Kolumbianische Mini-Serie über die „Heldentaten“ des berüchtigten Drogenbarons Pablo Escobar. |
| La Reina del Sur                       | USA             | 2011–2023 | Verfilmung des Romans Königin des Südens von Arturo Pérez-Reverte. |
| Sons of Anarchy                        | USA             | 2008–2014 | In der vierten und fünften Staffel der Serie spielen zwei fiktive verfeindete Drogenkartelle eine größere Rolle.                                                                                                 |
| Breaking Bad                           | USA             | 2008–2013 | In der vierten Staffel der Serie spielt ein fiktives Drogenkartell aus Ciudad Juarez eine größere Rolle. |
| El Cartel (OT: El Cartel de los Sapos) | KOL             | 2008–2010 | Ein auf wahrer Begebenheit beruhende Serie mit fiktiven Namen, über das Norte-del-Valle-Kartell und das Cali-Kartell.                                                                                            |
| Miami Vice                             | USA             | 1984–1989 | |

## Dokureihen
| Filmtitel | Land | Jahr      | Produktionsunternehmen | Anmerkung |
| --- | ---- | --------- | ---------------------- | --- |
| Escobar – Mein Vater, der Drogenbaron (Alt: Escobar by Escobar, OT: Escobar : l'héritage maudit)                                | FRA  | 2021      | 10.7 Productions       | Dokureihe mit Sebastián Marroquín über seinen Vater, den kolumbianischen Drogenbaron Pablo Escobar.                                                            |
| Cocaine Cowboys: Die Könige von Miami                                                                                           | USA  | 2021      | Rakontur               | Dokureihe über die kubanischen Drogenbarone Salvador „Sal“ Magluta und Augusto Guillermo „Willy“ Falcon aus Miami.                                             |
| Escobars Erben – Die unsichtbaren Drogenbosse (Alt: Cocaine Trade Exposed: The Invisibles, OT: Drug Lords: The Next Generation) | USA  | 2020      | Beyond Entertainment   | Dokureihe über Drogenhändler der sogenannten neuen Generation.                                                                                                 |
| Die echten Narcos (OT: Inside the Real Narcos)                                                                                  | GB   | 2018      | Plum Pictures          | 3-teilige Dokureihe über den Drogenhandel in Mexiko, Kolumbien und Peru.                                                                                       |
| Escobar: Die Jagd nach den Millionen (OT: Finding Escobar's Millions)                                                           | USA  | 2017–2018 |                        | 6-teilige Dokureihe über den Verbleib von und der Suche nach Pablo Escobars hinterbliebenen Geldern.                                                           |
| Der Tag, an dem ich El Chapo traf (OT: The Day I Met El Chapo: The Kate del Castillo Story)                                     | USA  | 2017      | 25/7 Productions       | Die mexikanische Schauspielerin Kate del Castillo erzählt in drei Episoden, wie es zu einem Treffen zwischen ihr, Sean Penn und Joaquín „El Chapo“ Guzmán kam. |
| Die Schmuggler (OT: Extreme Smuggling)                                                                                          | USA  | 2013      | Discovery Studios      | Dokureihe über den Schmuggel durch Kartelle. |

## Dokumentarfilme (auf Deutsch synchronisiert)
| Filmtitel                                                                                         | Land       | Jahr | Regisseur                  | Anmerkung |
| ------------------------------------------------------------------------------------------------- | ---------- | ---- | -------------------------- | --- |
| Carlos „Crazy Charlie“ Lehder                                                                     | GB         | 2015 | David Caldwell-Evans       | Dokumentarische Episode von der Dokureihe Elitetruppen auf Verbrecherjagd (OT: Manhunt: Kill or Capture) über Carlos Lehder Rivas.                                                            |
| Carlos Lehder Rivas                                                                               | USA        | 2013 |                            | Dokumentarische Episode von der Dokureihe Gangster – Ohne Skrupel und Moral (OT: Gangsters: America’s Most Evil) über Carlos Lehder Rivas.                                                    |
| Cartel Land                                                                                       | USA        | 2015 | Matthew Heineman           | Dokumentarfilm über Akte der Selbstjustiz zweier Bürgerwehren, eine auf US-amerikanischer, eine auf mexikanischer Seite, im Kampf gegen den Drogenschmuggel.                                  |
| Chaos im Kartell (OT: Cartel Chaos)                                                               | USA        | 2015 | Ewen Thomson               | Dokumentarische Episode von der Dokureihe Drogen im Visier (OT: Drugs Inc.) über den Einfluss von Drogenkartellen.                                                                            |
| Cocaine Bandits 3 – Killing Pablo                                                                 | USA        | 2001 |                            | Dokumentarfilm über den kolumbianischen Drogenbaron Pablo Escobar, basierend auf der Berichterstattung von Mark Bowden für die Tageszeitung The Philadelphia Inquirer.                        |
| Cocaine Cowboys                                                                                   | USA        | 2006 | Billy Corben               | Dokumentarfilm über den Drogenimport- und Krieg in Miami während der 1970er und 1980er Jahre.                                                                                                 |
| Cocaine Cowboys 2                                                                                 | USA        | 2008 | Billy Corben               | Dokumentarfilm über das Leben von Griselda Blanco. |
| Das Cali-Kartell                                                                                  | USA        | 2018 |                            | Dokumentarische Episode von der Dokureihe Drug Lords über das Cali-Kartell. |
| Das Ende des Pablo Escobar (Alt: Pablo Escobar – Tod eines Drogenbarons, OT: The King Of Cocaine) | CDN/GB     | 2006 | Renny Bartlett             | Dokumentarische Episode des Fernsehprogramms Countdown des Schreckens (OT: Zero Hour) mit einer Rekonstruktion der letzten Stunde vor dem Tod Pablo Escobars.                                 |
| Der Auftragskiller – Zimmer 164 (OT: El Sicario, Room 164)                                        | F, USA     | 2010 | Gianfranco Rosi            | Dokumentarfilm über einen anonymen Sicario aus Ciudad Juárez, der in einem Hotelzimmer über seine Arbeit für ein Drogenkartell berichtet.                                                     |
| Die schwarze Witwe                                                                                | GB         | 2015 | Ian Clark                  | Dokumentarische Episode von der Dokureihe Elitetruppen auf Verbrecherjagd (OT: Manhunt: Kill or Capture) über Griselda Blanco.                                                                |
| Die Stunde der Drogenbarone                                                                       | F          | 2020 | Christophe Bouquet         | Dokumentarische Episode von der Dokureihe Der große Rausch (OT: Histoire du trafic de drogue) über u. a. die French Connection und das Guadalajara-Kartell.                                   |
| Die Suche nach El Chapo                                                                           | GB         | 2015 | Oscar Chan                 | Dokumentarische Episode von der Dokureihe Elitetruppen auf Verbrecherjagd (OT: Manhunt: Kill or Capture) über El Chapo.                                                                       |
| Die Sünden meines Vaters (Alt: Cocaine Bandits 2 – Sins of My Father, OT: Pecados de mi padre)    | COL        | 2009 | Nicolas Entel              | Dokumentarfilm über die Geschichte Pablo Escobars aus der Perspektive seines Sohnes, der jetzt in Argentinien unter dem Namen Sebastián Marroquín lebt.                                       |
| Drogen kann man nicht erschießen – Wege aus dem Drogenkrieg                                       | DEU/FR     | 2015 | Peter Puhlmann             | Ein von SWR in Zusammenarbeit mit Arte produzierter Dokumentarfilm über Drogenbosse, Drogenkartelle, Drogenumschlagplätze und die Bekämpfung von Drogenkriminalität.                          |
| Drogenhölle Mexiko                                                                                | USA        |      |                            | Dokumentarische Episode des Programms n-tv Dokumentation über den Drogenkrieg in Ciudad Juárez.                                                                                               |
| Drogenkönig Pablo Escobar (OT: Pablo Escobar: King of Cocaine)                                    | USA        | 1998 |                            | Dokumentarfilm über das Leben von Pablo Escobar. |
| El Chapo – Im Namen des Kartells (OT: Drug Lord: The Legend of Shorty)                            | UK/USA/MEX | 2014 | Angus MacQueen             | Dokumentarfilm über den mexikanischen Drogenboss Joaquín „El Chapo“ Guzmán vom Sinaloa-Kartell.                                                                                               |
| El Chapo                                                                                          | USA        | 2018 | Richard Lopez              | Dokumentarische Episode von der Dokureihe Kingpin – Die größten Verbrecherbosse über El Chapo Guzmán.                                                                                         |
| El Chapo                                                                                          | USA        | 2018 |                            | Dokumentarische Episode von der Dokureihe Drug Lords über El Chapo Guzmán. |
| Escobar Exposed – Im Innersten des Drogenkartells (OT: Escobar Exposed)                           | CDN        | 2017 | Olivier Aghaby             | Ein von Télégramme média inc. produzierter zweiteiliger Dokumentarfilm für den Sender addikTV über Pablo Escobar mit Escobars Sohn Sebastián Marroquín, geboren Pablo Escobar Henao.          |
| Escobars Vollstrecker – Geständnisse eines Killers (OT: Popeye: Confessions of a Hitman)          | FRA        | 2018 | Michèle Fines, Paul Comiti | Dokumentarfilm über Jhon Jairo „Popeye“ Velásquez, einen einstigen Auftragsmörder im Dienst Pablo Escobars.                                                                                   |
| Gallardo und das Guadalajara-Kartell                                                              | GB         | 2015 | Oscar Chan                 | Dokumentarische Episode von der Dokureihe Elitetruppen auf Verbrecherjagd (OT: Manhunt: Kill or Capture) über Miguel Ángel Félix Gallardo und sein Guadalajara-Kartell.                       |
| Gangster-Bosse (OT: Crime Lords)                                                                  | USA        | 2018 | Max Serio                  | Dokumentarische Episode von der Dokureihe Inside the Criminal Mind über die Mafia-Bosse Al Capone und John Gotti und Semjon Mogilewitsch, sowie die Kartell-Bosse Pablo Escobar und El Chapo. |
| Griselda Blanco                                                                                   | USA        | 2012 |                            | Dokumentarische Episode von der Dokureihe Gangster – Ohne Skrupel und Moral (OT: Gangsters: America’s Most Evil) über Griselda Blanco.                                                        |
| Im Kreuzfeuer Der Kartelle – Mexikos blutiger Drogenkrieg                                         | DEU        | 2010 |                            | Ein von ARD Studio Mexiko-Stadt produzierter Dokumentarfilm von der Dokureihe Mein Ausland über die Folgen der Drogenkriege in Mexiko.                                                        |
| Juarez, Mexico (OT: Mexico)                                                                       | UK         | 2012 | Ewen Thomson               | Dokumentarische Episode von der Dokureihe Ross Kemp: Extreme World über die Gewalt durch Drogenkartelle in Ciudad Juárez.                                                                     |
| Killing Escobar – Mein Anschlag auf den Drogenbaron                                               | UK         | 2021 | David Whitney              | |
| La Sierra – Zum Killer geboren (OT: La Sierra - Muerte En Medellin)                               | COL/USA    | 2005 | Scott Dalton               | Dokumentarfilm über die Bande Bloque Metro, die für verschiedene Drogenkartelle arbeitet. |
| Mexiko: Die Macht der Kartelle (OT: Narco-finance, les impunis)                                   | F          | 2014 | Agnès Gattegno             | Dokumentarfilm über Geldströme mexikanischer Kartelle. |
| Pablo Escobar                                                                                     | GB         | 2015 | David Caldwell-Evans       | Dokumentarische Episode von der Dokureihe Elitetruppen auf Verbrecherjagd (OT: Manhunt: Kill or Capture) über Pablo Escobar.                                                                  |
| Pablo Escobar                                                                                     | USA        | 2018 |                            | Dokumentarische Episode von der Dokureihe Drug Lords über Pablo Escobar. |
| Pablo Escobar                                                                                     | USA        | 2018 | Richard Lopez              | Dokumentarische Episode von der Dokureihe Kingpin – Die größten Verbrecherbosse über Pablo Escobar.                                                                                           |
| Pablo Escobar – Drogen, Macht und Terror (OT: The Rise and Fall of Pablo Escobar)                 | USA        | 2018 | Michael Driscoll           | Ein von Lincoln Square Productions produzierter Dokumentarfilm über Pablo Escobar, für den Sender History.                                                                                    |
| Wettrüsten der Drogenkartelle (OT: Arming the Mexican Cartels)                                    | USA        | 2011 |                            | Dokumentarische Episode von der Dokureihe Welt extrem! (OT: Vanguard) über die Bewaffnung der Drogenkartelle und den Drogenkrieg in Ciudad Juárez.                                            |

## Geplante Filme und Serien
- Seit geraumer Zeit steht HBO in der Planung für ein Film über Griselda Blanco namens The Godmother mit Jennifer Lopez in der Hauptrolle.[1] Das Drehbuch stammt von Regina Corrado und Terence Winter.[2]